# Tiankan
Tiankan (kinesiska: 田坎, 田坎彝族乡) är en socken i Kina. Den ligger i provinsen Guizhou, i den sydvästra delen av landet, omkring 140 kilometer nordväst om provinshuvudstaden Guiyang.